# فرانک خلفون
فرانک خلفون (انگلیسی: Franck Khalfoun؛ زادهٔ ۹ مارس ۱۹۶۸) کارگردان فیلم، هنرپیشه، فیلم‌نامه‌نویس، تهیه‌کننده فیلم، و تدوین‌گر اهل فرانسه است. وی از سال ۱۹۹۲ میلادی تا کنون مشغول فعالیت بوده‌است. 

## آثار کارگردانی
- پارکینگ شماره ۲ (۲۰۰۷)
- چرخش اشتباه به تاهو (۲۰۰۹)
- مجنون (۲۰۱۲)[۱]
- من-زندگی کردم (۲۰۱۵)[۲]
- آمیتیویل: بیداری (۲۰۱۷)
- طعمه (۲۰۱۹)[۳]